# Лі Хантер
Лі Гантер-молодший (1913–1986) — автомобільний інженер. Його винаходи включають пристрій «Kwikurent» для швидкої зарядки автомобільного акумулятора та машину для балансування коліс автомобіля під час обертання. Він заснував Hunter Engineering Company в 1946 році. За його «кардинальний вплив на розвиток автомобілебудування та автомобільної промисловості» його посмертно ввели в Автомобільний Зал Слави в Дірборні, штат Мічиган, США.

## Kwikurent
Лі Гантер-молодший був 23-річним студентом архітектури в Сент-Луїсі, який часто стикався з несправністю автомобільного акумулятора у своєму конвертованому автомобілі Packard. У 1936 році на зарядку автомобільного акумулятора пішло кілька днів. Гантер прагнув знайти кращий, швидший спосіб зарядити батареї. З допомогою колишнього професора електротехніки Університету Вашингтону Гантер розпочав розробку нового дизайну. Його зарядний пристрій для швидкого заряджання базувався на генераторі дивертера. Він випустив цей новий продукт на ринок, і під час Великої депресії Lee Hunter, Jr., Manufacturing Co. продав зарядний пристрій Kwikurent на 497 доларів так швидко, наскільки компанія могла їх виготовити.

## Компанія «Hunter Engineering»
Після служби в Інженерному корпусі армії Сполучених Штатів та Корпусі озброєнь під час Другої світової війни Гантер повернувся до Сент-Луїса в 1946 році та відновив свою діяльність під назвою Hunter Engineering. Лі Гантер також заклав основу для глобальної бази дистрибуції продуктів Hunter. У 1955 році Гантер розробив нову систему вирівнювання коліс під назвою «Lite-A-Line», яка стала галузевим стандартом. У 1962 році Hunter «Tune-Align» став першою системою механічного вирівнювання, здатною компенсувати розбіг коліс, головним фактором, що впливає на точність вирівнювання коліс. Hunter Engineering продовжувала розширювати свої експортні ринки, і в 1964 році Міністерство торгівлі США було визнано переможцем премії E-Award за досконалість у розвитку експортної торгівлі.

## Автомобільний Зал Слави
Майже через 50 років після того, як Лі Гантер заснував Hunter Engineering Company, його внесли до Автомобільного залу слави в Дірборні, штат Мічиган. У цій святині історії автомобілебудування Лі Гантер ділиться увагою з гігантами автомобільної промисловості, такими як Генрі Форд, Луї Шевроле, Волтер П. Крайслер та Сойтіро Хонда. Зал слави ставить Гантера серед «людей, які зробили значний вплив на розвиток автомобілебудування та автомобільної промисловості». 
Похований на цвинтарі Бельфонтен у Сент-Луїсі.